# Choum
Choum (شوم in arabo) è una cittadina situata in mezzo al deserto nella parte nord della Mauritania, nella regione di Adrar, ricca di giacimenti granitici.
Occupava una posizione strategica nelle vie di comunicazione commerciali trans-sahariane; con il declino di tale via commerciale, anche la città ha subito un progressivo abbandono.
Nel 1977, sospettata di essere una base del Fronte Polisario, fu attaccata dalle truppe francesi; nella città sono ancora presenti fortificazioni di quel periodo.
Con una popolazione di circa 5 000 abitanti, Choum si raggiunge seguendo la pista del treno che parte da Nouadhibou, e si raggiunge in circa due giornate di fuoristrada piuttosto impegnativo. Le temperature diurne possono raggiungere i 45° (in estate).